# سعدي جعفر محمد
سعدي جعفر محمد مواليد 19 أغسطس 1957، هو ملاكم محترف عراقي. شارك في دورة الألعاب الأولمبية الصيفية سنة 1980.

## روابط خارجية
- سعدي جعفر محمد على موقع أوليمبيديا (الإنجليزية)